# يوهانس فابريتيوس

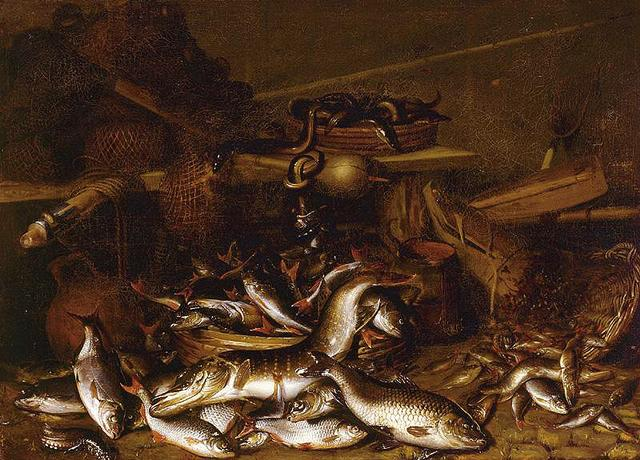
الحياة الساكنة للأسماك والثعابين وشبكات الصيد

يوهانس فابريتيوس (بالهولندية:  Johannes Fabritius) (و.30 نوفمبر 1636 - 1693) رسام هولندي في العصر الذهبي. ولد في ميدنبيمستر، وهو شقيق بارنت وكارل فابريتيوس.